# Villa De Wachter

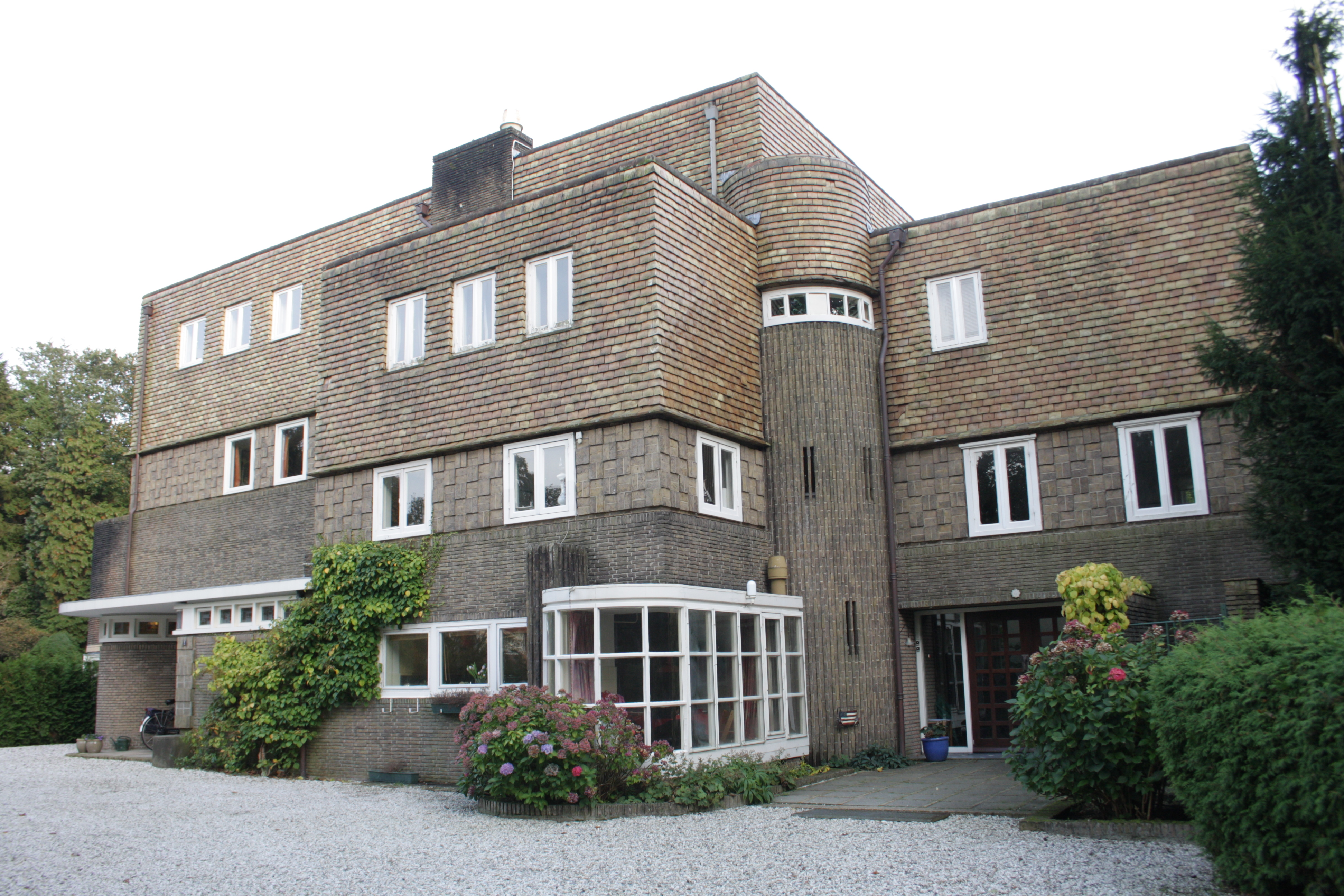
Villa de Wachter op de Dr. J.P. Heijelaan te Amersfoort

Villa de Wachter is een rijksmonument in de Nederlandse gemeente Amersfoort. Het is een ontwerp van de Nederlandse architect Hendrik Wijdeveld.
De villa is een goed voorbeeld van de Amsterdamse School met invloeden van het zakelijk expressionisme. Het huis is gebouwd in de periode van 1927 tot 1929.